# I-68
I-68 (Interstate 68) — межштатная автомагистраль в Соединённых Штатах Америки длиной 113,15 мили (182,1 км). Проходит по территории двух штатов. С 1965 по 1991 обозначалась как US 48.
| Штат  | миль   | км    |
| ----- | ------ | ----- |
| WV    | 32,06  | 51,6  |
| MD    | 81,09  | 130,5 |
| Всего | 113,15 | 182,1 |

## Маршрут магистрали

### Западная Виргиния
Западный конец магистрали располагается на съезде №148 Interstate 79. Немного восточнее I-68 пересекает US 119, затем, повернув на северо-восток, — с WV 43. После этого магистраль проходит мимо водохранилища Чит-Лейк. Попадая в округ Престон, I-68 проходит близ леса штата Куперс-Рок. В Брюстон-Миллсе I-68 пересекает WV 26, соединяющую US 50 с Пенсильванией.

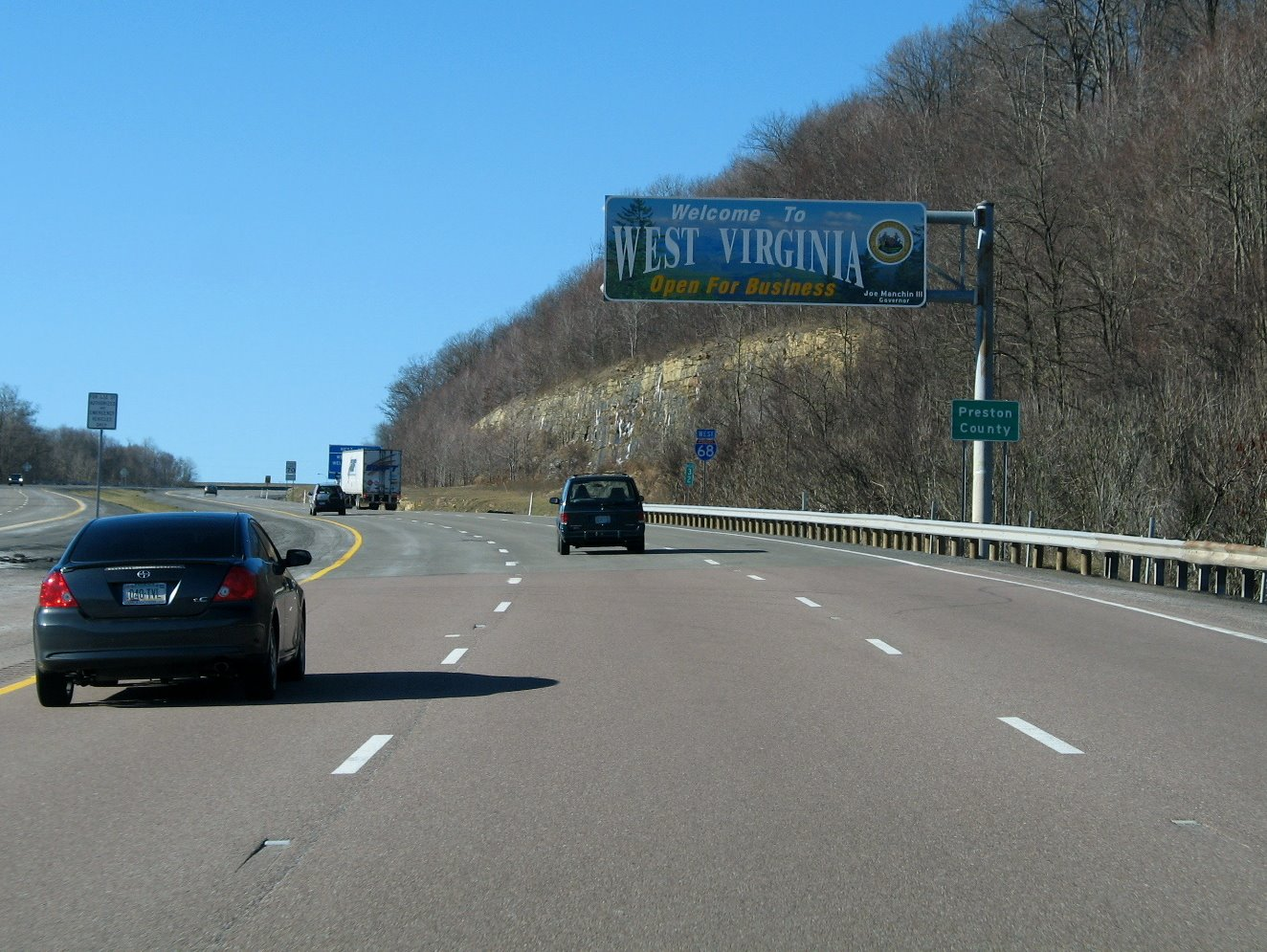
I-68 на границе двух штатов

### Мэриленд
В округе Гарретт I-68 проходит большей частью по неурбанизированным районам. В Кайзерс-Ридже магистраль соединяется с US 40 и US 219. В пяти километрах восточнее Грантсвилла US 219 отходит от I-68 на север, в Пенсильванию, а Interstate 68 и US 40 продолжают направление на восток, в округ Аллегейни. Здесь магистрали проходит по гористой местности Аллеган. В городе Камберленд расположен самый загруженный отрезок I-68. По выходе из города магистраль проходит около парка штата Роки-Гэп. Пересекая несколько хребтов, она попадает на территорию леса штата Грин-Ридж. Через 6 км после пересечения хребта Сайдлинг-Хилл Interstate 68 заканчивается на пересечении с I-70.

## Основные развязки
- US 119, Моргантаун
- WV 43, Чит-Лейк
- US 40 / US 219, Кайзерс-Ридж